# 7 avril dans les chemins de fer
7 mars 7 mai
Chronologies thématiques
- Croisades
- Sports
- Disney

Cette page concerne les événements qui se sont déroulés un 7 avril dans les chemins de fer.

## Événements

### XIXesiècle
- 1856, en France : inauguration du chemin de fer de Dole-Ville à Besançon[1].